# Tim Carter (muzyk)
Tim Carter (ur. 17 maja 1971 w San Francisco) – amerykański multiinstrumentalista, autor tekstów piosenek, inżynier dźwięku i producent muzyczny, od 2021 roku gitarzysta brytyjskiego zespołu indierockowego Kasabian.                

## Życiorys
Studiował muzykę na Uniwersytecie Kalifornijskim w Santa Cruz, a zanim zaczął grać na gitarze w zespole Kasabian był m.in. klarnecistą i perkusistą.
Grał na perkusji w funkowym zespole Supersauce, istniejącym w latach 1993–1998, a 18 czerwca 1995 roku wystąpił jako członek freejazzowej grupy Quiet Times / Inner Peace Orchestra z Eddiem Galem na koncercie w Mckenna Theatre w San Francisco, grając na perkusji. Koncert ten został zarejestrowany na wydanym w tym samym roku albumie Inner Peace Suite.
Grał następnie w różnych zespołach. Będąc perkusistą i wokalistą założonego w Concord zespołu rockowego Amberslam w 1999 roku wydał album o tym samym tytule. Był także perkusistą pochodzącego z San Francisco zespołu neosoulowego Five Point Plan, z którym wydał dwie płyty: w 1999 roku Five Point Plan, a w 2002 roku Rare.
Z jazzową piosenkarką Gretchen Lieberum wystąpił jako perkusista w dwóch utworach albumu Brand New Morning wydanego w 2002 roku. Z założonym w 2004 roku w San Francisco hiphopowym duetem The Rondo Brothers współpracował nad ich dwoma albumami studyjnymi. Dla albumu No Time Left on Earth z 2004 roku wykonał partie na gitarze basowej, gitarze elektrycznej i gitarze hawajskiej, a także był współautorem tekstów piosenek. W albumie Seven Minutes To Midnight z 2007 roku napisał tekst do piosenki „El Corazon”, dla której nagrał także partię perkusyjną i pianina elektrycznego, a w dwóch innych utworach także zagrał na gitarze. Z Jimem Greerem współpracował nad popową płytą Big Bad Beautiful Dreams wydaną w 2007 roku, wykonując do części utworów partie na gitarę elektryczną i perkusję. 
Pracował także jako producent muzyczny i asystent Dana The Automatora. Wraz z mim współpracował m.in. z francuską piosenkarką Anaïs Croze w studiu The Glue Factory w San Francisco nad albumem The Love Album wydanym w 2008 roku, gdzie wykonał partie na wielu instrumentach, w tym na gitarze, perkusji czy organach. Działali także wspólnie jako współproducenci czterech utworów indierockowego albumu Milesa Kane'a Colour Of The Trap, wydanego w 2011 roku.
Carter nagrał jako perkusista cztery utwory do wydanego w 2011 roku albumu East Bay Orbits zespołu The Uptones, a dla rockowej grupy The Kin partie perkusyjne i gitarowe do dwóch utworów na wydaną w tym samym roku płytę Rondo Sessions Vol. I. Z grupą Dredg nagrał dodatkowe partie basu, gitary, keyboardu i perkusji do wydanego również w 2011 roku albumu Chuckles And Mr. Squeezy. 
Brał udział nagraniach dla projektu Loose Tapestries, w ramach którego 21 kwietnia 2012 roku z okazji Record Store Day wydano limitowany album The Luxury Comedy Tapes, a w czerwcu 2016 roku N.H.S.. Współpracował z indiepopową grupą Pillowfight nad tytułowym albumem wydanym w 2013 roku. Z Angelo Moorem i The Brand New Step nagrał wydany w 2013 roku album Sacrifice, występując jako perkusista.
W 2013 roku dołączył do brytyjskiego zespołu indierockowego Kasabian jako gitarzysta koncertowy, występując po raz pierwszy z zespołem 6 marca 2013 roku na koncercie Russella Branda Give It Up for Comic Relief. Współpracował już wcześniej z zespołem jako producent muzyczny i asystent Dana The Automatora, który był współproducentem albumów West Ryder Pauper Lunatic Asylum (2009) i Velociraptor! (2011), a sam Carter także nagrał do nich dodatkowe partie na gitarę, instrumenty klawiszowe i perkusję. Współpracował też nad produkcją kolejnych dwóch albumów zespołu: wydaną w 2014 roku płytą 48:13 (gitara, perkusja, inżynieria dźwięku i dodatkowe programowanie perkusji) i w 2017 roku For Crying Out Loud (gitara, organy, perkusja i dodatkowe programowanie).
Z Sergiem Pizzorno z zespołu Kasabian współpracował nad jego solowym albumem The S.L.P. wydanym w 2019 roku, będąc jego współproducentem, wokalistą wspierającym oraz nagrywając partie gitarowe i basowe.
Po odejściu Toma Meighana z Kasabian, w 2021 roku zatrudniono go na stałe do zespołu. W zespole zaczął grę za gitarze i keyboardzie, a także został wokalistą wspierającym. Nagrał z grupą kolejne albumy studyjne: w 2022 roku The Alchemist's Euphoria oraz dwa lata później Happenings. 
Mieszka w Leicester.

## Dyskografia

### Kasabian
- West Ryder Pauper Lunatic Asylum (2009)
- Velociraptor! (2011)
- 48:13 (2014)
- For Crying Out Loud(inne języki) (2017)
- The Alchemist's Euphoria(inne języki) (2022)
- Happenings(inne języki) (2024)

### Pozostałe projekty
- Quiet Times / Inner Peace Orchestra – Inner Peace Suite (1995)
- Amberslam – Amberslam (1999)
- Five Point Plan(inne języki) – Five Point Plan (1999)
- Five Point Plan – Rare (2002)
- The Rondo Brothers(inne języki) – No Time Left on Earth (2004)
- The Rondo Brothers – Seven Minutes To Midnight (2007)
- Anaïs – The Love Album(inne języki) (2008)
- Dredg – Chuckles And Mr. Squeezy(inne języki) (2011)
- Miles Kane – Colour Of The Trap(inne języki) (2011)
- The Kin – Rondo Sessions Vol. I (2011)
- The Uptones – East Bay Orbits (2011)
- Loose Tapestries(inne języki) – The Luxury Comedy Tapes (2012)
- Pillowfight – Pillowfight (2013)
- Loose Tapestries – N.H.S. (2016)
- The S.L.P.(inne języki) – The S.L.P. (2019)